# Stockton (Worfield)
Pour les articles homonymes, voir Stockton.
Stockton est une paroisse civile et un village du Shropshire, en Angleterre.